# Gnathologie
Gnathologie (oder auch Funktionsdiagnostik) ist ein zahnärztliches Konzept aus den 1970er Jahren, das sich mit der Artikulation und Okklusion der Zahnreihen befasst. Es geht davon aus, dass eine In-vivo-Übertragung der Lage knöcherner Strukturen in ein technisches Gerät, den Artikulator, erfolgt. Die Übertragung erfolgt anhand von Referenzpunkten. Sie wird als die Grundlage für funktionelle Rekonstruktionen mit oder ohne Implantaten, im Abrasionsgebiss, bei der Herstellung von totalen Prothesen und in der Kieferorthopädie verwendet.
Die Kosten der Gnathologie im Sinne funktionsdiagnostischer und funktionstherapeutischer Maßnahmen werden in Deutschland gemäß § 28 Abs. 2 SGB V von den gesetzlichen Krankenkassen nicht übernommen.

## Geschichte
Die frühe Geschichte der Gnathologie beginnt mit den Erkenntnissen von A. Vesalius (1514–1564) und geht über F. H. Balkwill (1866), G. W. A. Bonwill (1885), F. Spee (1890), N. G. Bennett (1908), G. H. Wilson (1917), R. L. Hanau (1926), A. Gysi (1929), G. S. Monson (1932), K. Thielemann (1938), und später mit U. Posselt (1952), A. E. Aull (1965), A. Gerber (1978), A. Motsch (1978), C. H. Gibbs (1982), C. Riise (1983), bis zu H. C. Lundeen (1987).
Ausgehend vom Costen-Syndrom wurde ein Konzept von Albert Gerber entwickelt. Ihm folgte das gnathologische Konzept, das vom Konzept von Walter Drum, später vom Konzept nach Janet Graeme Travell abgelöst wurde, um schließlich vom Konzept nach Willi Schulte gefolgt zu werden.
Mitbegründer der Gnathologie waren u. a. Peter K. Thomas und Charles E. Stuart, beide USA, die in den Jahren 1950 bis 1970 wesentliche Beiträge lieferten: volladjustierbaren Artikulator, Aufwachs-Technik, Frontzahn/Eckzahnführung, Dreipunkt-Kontakte der Kauflächen usw. In Deutschland übernahmen als erste Axel Bauer und Alexander Gutowski diese Konzepte. In den 1970er und 1980er Jahren wurde diese Lehre auch offizieller Teil des Curriculums an deutschen Universitäten, d. h., eine beträchtliche Anzahl der gegenwärtig tätigen Zahnmediziner wurde so ausgebildet. Das führte insgesamt zu einer Verbesserung der Qualität zahnärztlicher Versorgung, obwohl Kritiker wesentliche Elemente dieser Lehre als nur unzureichend erklärt sehen. Dazu zählen die behauptete zahngeführte Unterkieferbewegung und die sogenannte Dreipunktabstützung der tragenden Höcker. So erscheint die Gnathologie – als Versuch der Erklärung noch nicht verstandener Phänomene – als ein Beispiel für ein Theoriegebäude, das noch nicht ausreichend durch empirische Erkenntnisse gestützt wird.
Für die Funktionstherapie gilt derzeit die S2-Leitlinie der Deutschen Gesellschaft für Funktionsdiagnostik und Therapie (DGFDT) und der Deutschen Gesellschaft für Zahn-, Mund- und Kieferheilkunde (DGZMK).

## Instrumentelle Funktionsanalyse

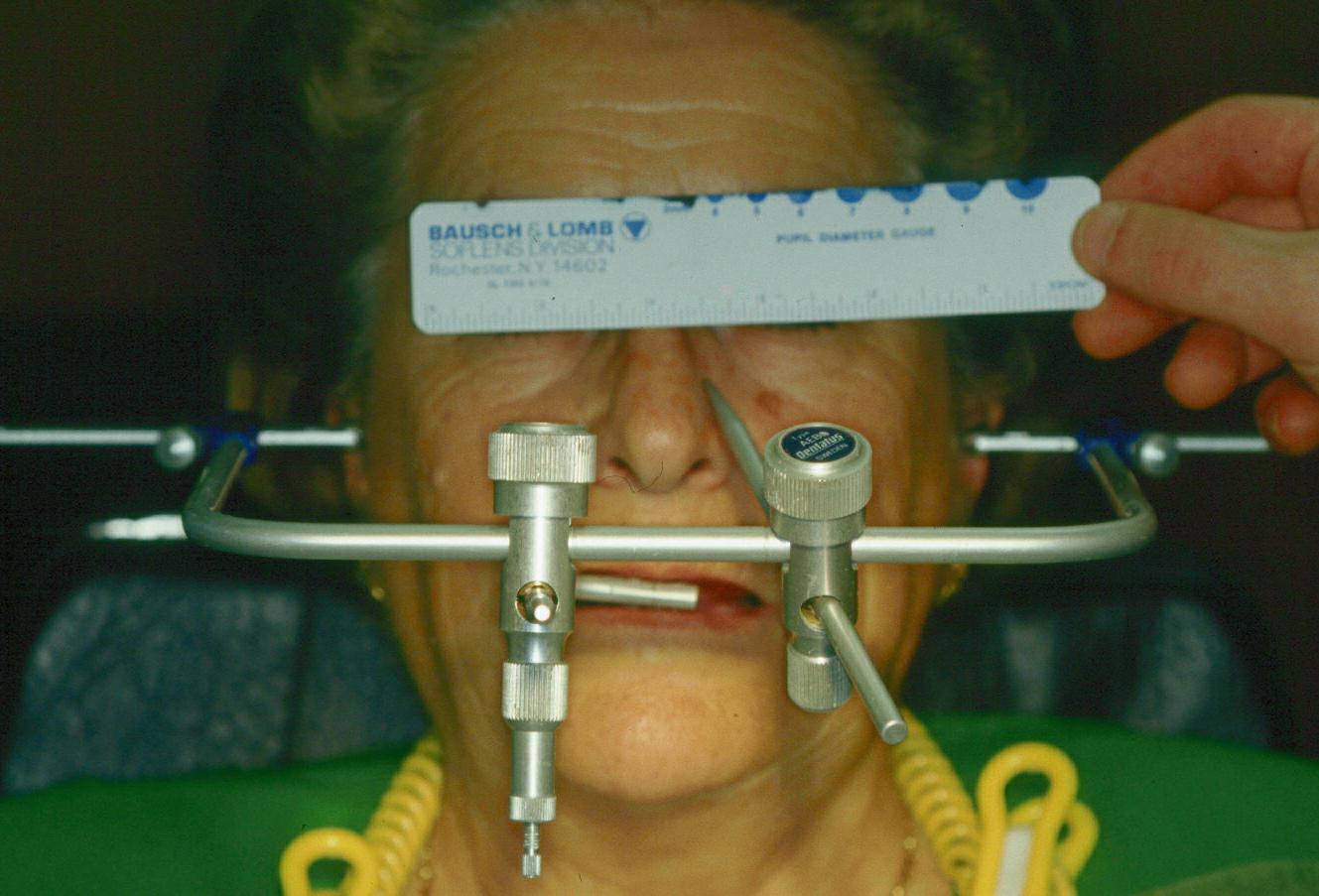
Anlegen eines Übertragungsbogens zur instrumentellen Funktionsanalyse

Unter dem Begriff der instrumentellen Funktionsanalyse (InstrFA) werden im zahnärztlichen Bereich Untersuchungsmethoden verstanden, die unter Zuhilfenahme spezieller Instrumente und Geräte eine in quantitativer bzw. qualitativer Hinsicht ausgerichtete Beurteilung der Funktion des kraniomandibulären Systems ermöglichen. Hierzu gehören:
- kinematische Aspekte des Unterkiefers (Aufzeichnung von Bewegungen und deren Analyse [instrumentelle Bewegungsanalyse] zur Programmierung von Artikulatoren und/oder zur Bestimmung der Funktionstüchtigkeit des kraniomandibulären Systems),
- die Kondylenposition (Kondylenpositionsanalyse),
- die Kieferrelation (horizontale Kieferrelationsbestimmung mittels Stützstift-Registrierung) und
- Aspekte der Muskelaktivität der Kiefermuskulatur bei bestimmten Unterkieferhaltungen/Unterkieferlagen, Unterkieferbewegungen oder komplexen Aufgaben wie dem Kauen (insbesondere Elektromyographie der Kaumuskulatur).

Die neuere Gnathologie wendet sich vermehrt den Erkrankungen des Kiefergelenks zu. Zu beobachten ist ein Verlassen des mechanistischen Konzepts und eine Hinwendung zur Ganzheitsbetrachtung. Allerdings mangelt es auch hier noch an belastbaren Daten aus der Grundlagenforschung. Nicht geklärt scheint den Kritikern z. B. die Ursache des „orofazialen Gesichtsschmerzes“.
Bis heute gibt es keine Lehre der statischen noch dynamischen Okklusion, welche auf wissenschaftlicher Grundlage und Beobachtung der menschlichen Physiologie, ein Konzept entwickelt hat, das nicht artifiziell erdacht ist, sondern die Natur nachahmt und sich somit störungsfrei in das stomatognathe System eingliedern lässt.